# Сердце Дикси
«Сердце Дикси» — кинофильм. Экранизация произведения, автор которого — Энн Сиддонс.

## Сюжет
Алабама, 1957 год. Мэгги и двое её однокурсниц ведут тихую размеренную жизнь, не имея понятия что такое борьба и невзгоды. Однако вскоре девушка повстречается с молодым либеральным фотографом Хойтом Каннингхэмом, который расскажет о грядущих переменах в штате, о движении за права людей. Предчувствовавшая скорые изменения и в своей собственной жизни, Мэгги после того, как увидела как полицейский унизил негра на концерте Элвиса Пресли, сама стала активисткой движения.

## В ролях
- Элли Шиди — Мэгги
- Вирджиния Мэдсен — Делия Джун Керри
- Фиби Кейтс — Эйкен Рид
- Трит Уильямс — Хойт Каннингхэм
- Барбара Бэбкок — Коралль Клэйберн

## Награды и номинации
В 1990 году фильм «Сердце Дикси» был номинирован на антинаграду Золотая малина в категории «Худшая женская роль» (Элли Шиди).